# Fool's Overture
Fool's Overture is het zevende en laatste nummer van het album Even in the Quietest Moments... van de progressieve-rockband Supertramp. Het nummer gaat over de Tweede Wereldoorlog in Engeland en wat men ervan geleerd heeft. Het album werd in april 1977 uitgebracht; het nummer is nooit als single uitgebracht. 
Schrijver Roger Hodgson had enige jaren drie stukken muziek op de planken liggen. Op een dag vond hij inspiratie om ze bij elkaar te brengen, wat "Fool's Overture" opleverde. Hij beschouwt het als een van zijn beste nummers.
Het instrumentale deel (de synthesizer-solo) van dit nummer werd door diverse radiostations als jingle gebruikt, in Nederland bijvoorbeeld jarenlang door Veronica in het radioprogramma Countdown Café vanaf 8 oktober 1982 op vrijdagavond op Hilversum 3 en vanaf 6 december 1985 t/m 2 oktober 1992 op de volle vrijdag op vanaf dan Radio 3 voor de opluistering van de concertagenda.
Sinds de editie van 2004 staat het nummer genoteerd binnen de top 200 van de jaarlijkse NPO Radio 2 Top 2000, met als hoogste notering een 51e positie in 2024. In dat jaar was het voor het eerst het hoogst genoteerde Supertramp-nummer in die lijst.

## Thema
Het nummer vertelt over de Tweede Wereldoorlog, de positie van Engeland daarin, en de lessen die men uit de oorlog heeft getrokken. Naast eigen songteksten van de band is er onder andere een aantal stukken uit een van de beroemde toespraken van Winston Churchill te horen, waaronder het beroemde "we shall never surrender".

## Ontvangst
In 2013 riep Ultimate Classic Rock het nummer uit tot het zevende beste nummer dat de band ooit had geschreven.

## Bezetting
- Roger Hodgson - piano, leadzanger, achtergrondzang
- Dougie Thomson - basgitaar, achtergrondzang
- Bob Siebenberg - drumstel
- Rick Davies - synthesizer, piano, achtergrondzang
- John Helliwell - synthesizer, tenorsaxofoon, klarinet, achtergrondzang

### NPO Radio 2 Top 2000
| Nummer met noteringen in de NPO Radio 2 Top 2000 | '01  | '02-'03 | '04 | '05 | '06 | '07 | '08 | '09 | '10 | '11 | '12 | '13 | '14 | '15 | '16 | '17 | '18 | '19 | '20 | '21 | '22 | '23 | '24 |
| ------------------------------------------------ | ---- | ------- | --- | --- | --- | --- | --- | --- | --- | --- | --- | --- | --- | --- | --- | --- | --- | --- | --- | --- | --- | --- | --- |
| Fool's Overture                                  | 1916 | -       | 180 | 141 | 133 | 139 | 174 | 107 | 98  | 101 | 64  | 70  | 72  | 69  | 95  | 84  | 92  | 71  | 75  | 71  | 65  | 70  | 51  |

1. ↑  Een '-' betekent dat het nummer niet was genoteerd en een vetgedrukt getal geeft de hoogste notering aan.
2. ↑  2001 was het eerste jaar met een notering voor dit nummer.